# Suzie (Sängerin)

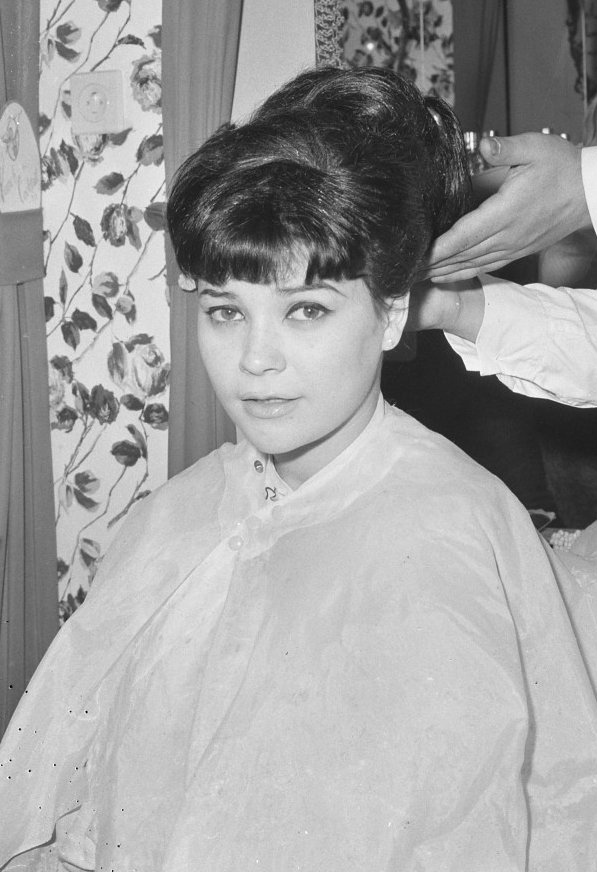
Suzie, 1965

Suzie (* 21. August 1946 als Martina Carina Peereboom in Tilburg, Niederlande; † 3. März 2008 in Nordmaling, Schweden) war eine niederländisch-schwedische Sängerin und Artistin.

## Leben
Bevor Suzie 1960 ihre Karriere als Schlagersängerin begann, war sie als Zirkusartistin beim niederländischen Circus Boltini tätig. Sie war ein sprachliches Multitalent und sprach außer Niederländisch noch Englisch, Französisch, Schwedisch, Deutsch und Dänisch. 1963 erhielt sie ihren ersten Plattenvertrag in Schweden. 1964 erschien die deutsche Version ihres Titels Johnny Loves Me als Johnny komm’. Suzie hatte damit ihren ersten Erfolg in Deutschland, dem bis 1966 weitere folgten. Bereits 1965 gehörte sie zum niederländischen Interpretenteam, das das Songfestival von Knokke gewann. 1967 wechselte die Sängerin vom Plattenlabel Vogue zu Ariola. 1969, auf dem Höhepunkt ihrer Karriere, zog sich die Sängerin vom Showgeschäft zurück, um sich ihrer Familie zu widmen.
In Schweden nahm Suzie noch bis 1972 Schallplatten auf.
Später eröffnete Suzie mit ihrem zweiten Ehemann eine Bar in Täby. 1980 arbeitete sie für ein Reiseunternehmen und ab 1983 als Verkäuferin im Stockholmer Traditionskaufhaus Nordiska Kompaniet (NK). Mitte der 1980er Jahre zog Suzie, die seit Anfang der 1960er Jahre im Besitz der schwedischen Staatsbürgerschaft war, nach Nordmaling.
Am 5. März 2008 wurde sie in ihrem Haus tot aufgefunden. Die Autopsie ergab, dass sie zwei Tage vorher gestorben war, die Todesursache wurde nicht bekanntgemacht.

## Diskografie (Auswahl)

### Alben
- Johnny komm (2008; Bear Family Records)

### Singles (Deutschland)
- Johnny komm’ / Du, du, du gehst vorbei (1964; Vogue)
- Max und Moritz / Wenn ich mich einmal verliebe (1964; Vogue)
- Ich war allein / Denk nur an uns beide (1965; Vogue)
- Ich will immer nur dich / Wenn du nicht weißt (1965; Vogue)
- Schau mir in die Augen / Ich hab’ noch Zeit (1966; Vogue)
- Gib mir mein Herz zurück / Du wartest auf Liebe (1967; Ariola)
- Es kam alles ganz anders / Johnny wann (1967; Ariola)
- Adios Amor / Ich bin für dich da (1968; Ariola)
- Der alte Zauber / Da Doo Ron Ron (1969; Vogue)